# Conferentie van San Remo

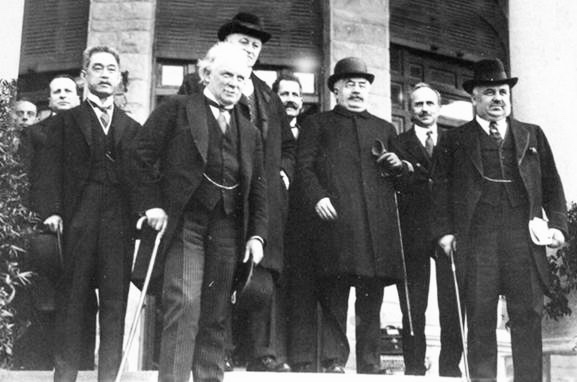
De gedelegeerden.

De Conferentie van San Remo was een vergadering van de geallieerden van de Eerste Wereldoorlog in San Remo (Italië) van 19-26 april 1920. Hier werden de mandaten voor het Midden-Oosten onderling tussen Frankrijk en Groot-Brittannië verdeeld. De besluiten werden vastgelegd in de San Remo Resolutie van 25 april 1920.
De vier permanente leden van de Volkenbond , Groot-Brittannië, Frankrijk, Italië en Japan vormden de "Supreme Council of the Allied Powers" (Hoogste Raad van de Geallieerde Machten). De Verenigde Staten waren als waarnemer aanwezig.

## Besluiten van de Grootmachten
De Grootmachten mochten zelf bepalen hoe het van het Ottomaanse Rijk veroverde gebied naar hun eigen behoeften zou worden opgedeeld in nieuwe staten. Officieel moest er nog goedkeuring worden verkregen door de Algemene Vergadering van de Volkenbond.
De San Remo Resolutie, waarin de besluiten van de Grootmachten worden samengevat, is eigenlijk niet meer dan een gedeelte van de notulen van de vergadering van 25 april. Vandaar de informele vormgeving ervan.
Het eerste deel (a) van de Resolutie vermeldde dat Groot-Brittannië bij de aanvaarding van de Mandaten nog eens nadrukkelijk had beloofd ervoor in te staan dat de uitvoering van het Palestina-mandaat geen inbreuk zou maken op bestaande rechten van de niet-joodse gemeenschappen (destijds circa 90% van de bevolking).
In het tweede deel werden besluiten van de Grootmachten weergegeven over de onderlinge verdeling in mandaatgebieden, van de gebieden in het Midden-Oosten die voordien onder Ottomaans bestuur bestonden:
- Groot-Brittannië kreeg het mandaat over Mesopotamië (het huidige Irak) en het mandaatgebied Palestina (dat zowel het gebied ten westen van de Jordaan, waarin het huidige Palestina en Israël liggen, als het gebied ten oosten van de Jordaan, het huidige Jordanië, omvatte). Groot-Brittannië zou verantwoordelijk zijn voor de uitvoering van de Balfour-verklaring van 1917 (waarbij de verkeerde datum 8 november werd vermeld).
- Frankrijk verkreeg het mandaat over mandaatgebied Syrië (het huidige Syrië en Libanon).

Er werden vooralsnog geen grenzen van de mandaatgebieden vastgelegd. De beslissingen van de Conferentie van San Remo werden door de Volkenbond bevestigd op 24 juli 1922.

## Het Palestina-mandaat en Balfour
De Britse Minister van Buitenlandse Zaken Lord Curzon waarschuwde dat de Joden niet alleen teleurgesteld, maar zelfs woedend zouden zijn als de Balfour-verklaring niet ook weer in het verdrag (het Verdrag van Sèvres) zou worden opgenomen ("they would not only be disappointed, but deeply incensed if the pledge given in Mr. Balfour's declaration were not renewed in the terms of the treaty").
Volgens hem was het de taak van de Hoge Raad om te bepalen, hoe de herbevestiging precies moest worden geformuleerd. Hij stelde voor, de belofte letterlijk te herhalen. Hij vertelde, dat zijn Ministerie door de zionisten zeer onder druk was gezet om de belofte zelfs uit te breiden en te "verbeteren", maar dat hij daar niet aan had toegegeven.
Curzon betoogde, dat het van het hoogste belang was om de rechten van de minderheden te beschermen; ten eerste die van de islamitische Arabische bevolking, vervolgens die van de christenen (in feite waren de joden, circa 8% van de bevolking, zelf de minderheid).
De zionisten hadden in 1919 een staat in Palestina voor hun "National Home" geëist, met als noordelijke grens Sidon in Libanon. De Britse premier Lloyd George wilde de Sykes-Picot grens wat minder ver naar het noorden verleggen, namelijk tot Dan, wat voor zionisten overeen zou komen met de Bijbelse aanduiding "van Dan tot Beersheba". De Fransen hadden hier met tegenzin mee ingestemd. Het verslag vermeldt:
"To take the northern limit of Palestine, the Zionists had claimed the whole of the country up to the river, including Tyre and Sidon. These, however, had never been included in history in the boundaries of Palestine. When in London, he [Mr. Lloyd George] had informed M[r.] Berthelot that M[r.] Clemenceau had agreed to his suggestion that the limits should be fixed by the old historic towns of Dan and Beersheba."
Lloyd George zei, dat hij bij onderhandelingen tussen zionisten en Arabieren partij zou kiezen voor de zionisten.

## Tekst van de San Remo Resolutie van 25 april 1920
(Vertaling van de Engelse tekst met Franse gedeelten)
San-Remoresolutie - 25 april 1920
Er is overeengekomen dat:
(a) De voorwaarden van het artikel met betrekking tot mandatering zoals hieronder gegeven met betrekking tot Palestina te aanvaarden, met dien verstande dat er in het proces-verbaal de  verbintenis van de mandataris (mandatory power) zou worden opgenomen dat dit niet zou betekenen dat afstand werd gedaan van de rechten die tot nu toe waren genoten door de niet-joodse gemeenschappen in Palestina; dat deze verbintenis  niet refereerde aan de kwestie van het religieuze protectoraat van Frankrijk, dat de vorige middag was geregeld door de toezegging van de Franse regering dat zij erkende dat dit protectoraat werd beëindigd.
(b) dat de voorwaarden van het mandaatartikel als volgt moeten zijn:
De Hoge Verdragsluitende Partijen komen overeen dat Syrië en Mesopotamië, in overeenstemming met de vierde alinea van artikel 22, Deel I (Verdrag van de Volkenbond), voorlopig worden erkend als onafhankelijke staten, afhankelijk van het verlenen van advies en bijstand door een mandataris tot het moment dat ze zelfstandig kunnen functioneren. De grenzen van de genoemde Staten worden bepaald en de selectie van de Mandatarissen gemaakt door de voornaamste geallieerde mogendheden.
De Hoge Verdragsluitende Partijen komen overeen, door toepassing van de bepalingen van artikel 22, het bestuur van Palestina, binnen de grenzen die door de voornaamste geallieerde mogendheden worden bepaald, aan een door deze genoemde bevoegdheden te bepalen mandataris toe te vertrouwen. De mandataris zal verantwoordelijk zijn voor de uitvoering van de verklaring die oorspronkelijk werd afgelegd op 8 november 1917 door de Britse regering en aangenomen door de andere geallieerde mogendheden, ten gunste van de vestiging in Palestina van een nationaal huis voor de joden, met dien verstande dat niets zal worden gedaan dat de burgerlijke en religieuze rechten van bestaande niet-joodse gemeenschappen in Palestina of de rechten en politieke status van joden in enig ander land schade zal berokkenen.
(Engelse tekst:It being clearly understood that nothing shall be done which may prejudice the civil and religious rights of existing non-Jewish communities in Palestine, or the rights and political status enjoyed by Jews in any other country)
La Puissance mandataire s’engage à nommer dans le plus bref delai une Commission speciale pour etudier toute question et toute reclamation concernant les differentes communautes religieuses et en etablir le reglement. Il sera tenu compte dans la composition de cette Commission des interets religieux en jeu. Le President de la Commission sera nommé par le Conseil de la Societé des Nations.

De mandataris verbindt zich ertoe om in de kortst mogelijke tijd een speciale commissie in te stellen om elk onderwerp en eventuele vragen over de verschillende religieuze gemeenschappen en voorschriften te bestuderen. De samenstelling van deze commissie weerspiegelt de religieuze belangen die op het spel staan. De voorzitter van de Commissie wordt benoemd door de Raad van de Volkenbond.
De voorwaarden van de mandaten met betrekking tot de bovengenoemde gebieden zullen worden geformuleerd door de belangrijkste geallieerde machten en ter goedkeuring worden voorgelegd aan de Raad van de Volkenbond.
Turkije verbindt zich ertoe, in overeenstemming met de bepalingen van artikel 132 [van het Verdrag van Sèvres] alle besluiten te accepteren die in dit verband kunnen worden genomen.
(c) Les mandataires choisis par les principales Puissances alliés sont: la France pour la Syrie, et la Grande Bretagne pour la Mesopotamie, et la Palestine.
 De mandatarissen gekozen door de belangrijkste geallieerde mogendheden zijn: Frankrijk voor Syrië en Groot-Brittannië voor Mesopotamië en Palestina.
Onder verwijzing naar bovengenoemd besluit nam de Hoge Raad nota van het volgende voorbehoud van de Italiaanse delegatie: 
(d)La Delegation Italienne en consideration des grands interêts economiques que l’Italie en tant que puissance exclusivement mediterranéenne possède en Asie Mineure, reserve son approbation à la presente resolution, jusqu’au reglement des interêts italiens en Turquie d’Asie.''
 De Italiaanse delegatie, gezien de grote economische belangen die Italië als exclusief mediterrane macht in Klein-Azië bezit, onthoudt zijn goedkeuring aan deze resolutie totdat de Italiaanse belangen in Turkije in Azië  zijn geregeld.